# Quán Bàu
Quán Bàu là một phường thuộc thành phố Vinh, tỉnh Nghệ An, Việt Nam.
Phường Quán Bàu có diện tích 2,31 km², dân số năm 2005 là 8.670 người, mật độ dân số đạt 3.753 người/km².